# Puerto de Szczecin
El puerto de Szczecin (en polaco: Port Szczecin) es un puerto marítimo y de aguas profundas en Szczecin, al oeste del país europeo de Polonia. Se encuentra en los ríos Oder y Regalica en el Valle del Bajo Oder, cerca de la Laguna de Szczecin. En el pasado, el puerto incluyó el astillero de Szczecin ya desaparecido. Una zona de libre comercio ha sido designada dentro de la zona portuaria. En 2006, el tráfico de carga en el puerto alcanzó 9.965.000 toneladas, que comprende el 16,5% de todo el tráfico de carga en los puertos marítimos polacos. En 2007, el puerto ha sido visitado por 2.895 buques con arqueo bruto superior a 100. Los puertos de Szczecin y Świnoujście son administrados por una sola autoridad, mediante la creación de uno de los complejos portuarios más grandes en el mar Báltico.